# Until I Found You
«Until I Found You» — песня американского певца Стивена Санчеса. Она была выпущена 1 сентября 2021 года на лейблах Republic Records и Mercury Records в качестве лид-сингла со второго мини-альбома Санчеса Easy on My Eyes и дебютного альбома Angel Face. Песня, написанная Санчесом и спродюсированная Яном Фитчуком и Конрадом Снайдером, заняла 23-е место в Billboard Hot 100, 8-е место в австралийском чарте ARIA и 14-е место в UK Singles Chart. В США её назвали четвёртой лучшей рок-песней 2023 года.

## История
Первоначально песня была выпущена 1 сентября 2021 года компаниями Republic Records и Mercury Records и получила вирусную поддержку на TikTok. Санчес объяснил, что обращение «Джорджия» относится к его девушке в то время.
Фортепианная версия песни была выпущена 11 марта 2022 года.
22 апреля 2022 года был выпущен ремикс на песню с участием американской певицы Эмы Бейхолд.
В США её назвали четвёртой лучшей рок-песней 2023 года (Hot Rock & Alternative Songs Billboard).

## Музыкальное видео
Музыкальное видео было официально выложено на YouTube-канале Санчеса 29 июня 2022 года. В клипе Санчес поет в автомобиле с откидным верхом, а на заднем сиденье сидит девушка в стиле Мэрилин Монро (Джери Мэй Джеймс), после чего происходит смена сцен на телевизоре.

## Использование в медиа
В 2023 году ремикс-версия песни с участием Эмы Бейхолд прозвучала в двух эпизодах второго сезона сериала «Джинни и Джорджия», а также была использована в одном из эпизодов третьего сезона сериала «Супермен и Лоис».
10 февраля 2023 года корейско-новозеландская певица Розэ из южнокорейской группы Blackpink выпустила кавер на эту песню в честь своего дня рождения. Кавер-версия заняла первое место в чарте Billboard Hot Trending Songs, а оригинальная версия в ту же неделю поднялась на 8 % в потоковых продажах в США.

## Чарты
| Чарт (2022—2023)                             | Высшая позиция |
| -------------------------------------------- | -------------- |
| Австралия (ARIA)                             | 8              |
| Австрия (Ö3 Austria Top 40)                  | 33             |
| Бельгия/Фландрия (Ultratop 50)               | 2              |
| Бельгия/Валлония (Ultratop 50)               | 10             |
| Канада (Canadian Hot 100)                    | 15             |
| Чехия (Singles Digitál Top 100)              | 56             |
| Дания (Tracklisten)                          | 35             |
| Франция (SNEP)                               | 111            |
| Германия (GfK)                               | 52             |
| Мир Global 200 (Billboard)                   | 11             |
| Венгрия (Single Top 40)                      | 25             |
| Индия India International Singles (IMI)      | 1              |
| Индонезия (Billboard)                        | 2              |
| Ирландия (IRMA)                              | 13             |
| Малайзия (RIM)                               | 1              |
| Нидерланды (Dutch Top 40)                    | 16             |
| Нидерланды (Single Top 100)                  | 14             |
| Новая Зеландия (Recorded Music NZ)           | 13             |
| Норвегия (VG-lista)                          | 13             |
| Филиппины Philippines (Billboard)            | 3              |
| Польша (Polish Streaming Top 100)            | 78             |
| Португалия (AFP)                             | 14             |
| Сингапур (RIAS)                              | 4              |
| Словакия (Singles Digitál Top 100)           | 27             |
| Швеция (Sverigetopplistan)                   | 15             |
| Швейцария (Schweizer Hitparade)              | 23             |
| Великобритания (UK Singles Chart)            | 14             |
| США Billboard Hot 100                        | 23             |
| США Adult Contemporary (Billboard)           | 13             |
| США Adult Top 40 (Billboard)                 | 5              |
| США Hot Rock & Alternative Songs (Billboard) | 1              |
| СШАMainstream Top 40 (Billboard)             | 10             |
| Вьетнам (Vietnam Hot 100)                    | 11             |

| Чарт (2023)                                 | Позиция |
| ------------------------------------------- | ------- |
| Canada (Canadian Hot 100)                   | 32      |
| Global 200 (Billboard)                      | 13      |
| US Billboard Hot 100                        | 50      |
| US Adult Contemporary (Billboard)           | 30      |
| US Adult Top 40 (Billboard)                 | 24      |
| US Hot Rock & Alternative Songs (Billboard) | 4       |

## Сертификации
| Регион                                                                      | Сертификация  | Продажи   |
| --------------------------------------------------------------------------- | ------------- | --------- |
| Австралия (ARIA) · Remix version                                            | 3× Платиновый | 210 000   |
| Канада (Music Canada)                                                       | 2× Платиновый | 160 000   |
| Дания (IFPI Danmark)                                                        | Золотой       | 45 000    |
| Франция (SNEP)                                                              | Золотой       | 100 000   |
| Италия (FIMI)                                                               | Платиновый    | 100 000   |
| Новая Зеландия (RMNZ) · Remix version                                       | 2× Платиновый | 60 000    |
| Польша (ZPAV)                                                               | Платиновый    | 50 000    |
| Португалия (AFP)                                                            | 2× Платиновый | 20 000    |
| Испания (PROMUSICAE)                                                        | Золотой       | 30 000    |
| Швейцария (IFPI Switzerland)                                                | Платиновый    | 20 000    |
| Великобритания (BPI)                                                        | Платиновый    | 600 000   |
| США (RIAA)                                                                  | 3× Платиновый | 3 000 000 |
| Данные о продажах + прослушиваниях приведены только на основе сертификации. |               |           |